# Schradera bipedunculata
Schradera bipedunculata är en måreväxtart som beskrevs av Julian Alfred Steyermark. Schradera bipedunculata ingår i släktet Schradera och familjen måreväxter. Inga underarter finns listade i Catalogue of Life.